# Crossandra obanensis
Espèce
Statut de conservation UICN

 EN B1ab(iii)+2ab(iii) : En danger
Crossandra obanensis Heine est une espèce de plantes à fleurs de la famille des Acanthaceae et du genre Crossandra, présente en Afrique tropicale.

## Étymologie
L'épithète spécifique obanensis fait référence aux monts Oban au Nigeria, où elle a été découverte.

## Description
C'est une herbe pouvant atteindre 35 cm de hauteur.

## Distribution
Relativement rare, l'espèce a été observée à Oban Rock au Nigeria et dans la forêt de Nkolbisson au Cameroun (Région du Centre).